# Кругляшова, Вера Петровна
Кругляшова Вера Петровна (24 августа 1923, Невьянск, Свердловская область — 26 октября 2001, Екатеринбург) — советский и российский фольклорист, филолог, доктор филологический наук (1977), профессор (1978). Автор более 50 работ.

## Биография
Родилась 24 августа 1923 года в Невьянске.
Закончив школу с отличием, без экзаменов поступила на только что открывшийся филологический факультет в Уральский университет.
В 1945 г. закончила обучение, но осталась работать в университете на различных должностях. Она стала ассистентом на кафедре русской литературы. В то же время стала возглавлять кабинет русского фольклора.
В это время она стала заниматься полевой фольклористикой по руководством М. Г. Китайника, впоследствии став его аспиранткой. Защитила кандидатскую диссертацию «Исторические придания и песни на горнозаводском Урале и Пугачёвском восстании» в 1975 году в МГУ.
В 1963—1967 годах была деканом.
В 1975 создала кафедру фольклора и древней литературы. В 1977 году защитила Докторскую диссертацию. Возглавляемую должность кафедры она занимала до 1991 года.
В 1981 году стала членом научного совета по фольклору при Отделении русского языка и литературы АН СССР. Была в составах Учёного совета музея писателей Урала, совета по защите докторских диссертаций по филологическим наукам в Уральском университете.
Была председателем Областного межведомственного совета по фольклору при Управлении культуры Свердловской области. Является автором концепции первого в России областного Дома фольклора.
В 1958—1991 годах осуществляла руководство фольклорной экспедиции Уральского университета, с которой побывала почти во всех районах Урала.
Руководила стационарным исследованием родины Д. Н. Мамина-Сибиряка — посёлка Висим, после которого вышла книга «Фольклор на родине Д. Н. Мамина-Сибиряка».
Под её руководством появилось пять кандидатов филологических наук.
Скончалась 26 октября 2001 года в Екатеринбурге от тяжёлой болезни.

## Научная деятельность
Вся её научная работа была связана с уральской тематикой, а именно с собиранием и изучением русского устного народного творчества Урала.
Полевые записи Веры Петровной вошли в сборник «Уральский фольклор» в 1949 году, а затем в сборник «Предания реки Чусовой» в 1961 году.
Была одной из первых фольклористов, занимавшихся народной несказочной прозой. Исследовала сюжетику, жанровое своеобразие, морфологию, различные функции и цикличность преданий, фабулатов. Проблемы фольклорной нерратологии рассматривались во многих научных работах, которыми она руководила.
Создала всесоюзную конференцию по фольклору рабочих в Уральском университете, в трёх приняла участие. Приняла участие в девяти конференциях «Итоги фольклорного года в Уральском регионе».
«Фольклор Урала» — сборник, чьё издание она организовала. Первые десять выпусков выходили под её руководством как автора статей и главного редактора.
Соч.: Предания реки Чусовой. Свердловск, 1961; Фольклор на родине Д. Н. Мамина-Сибиряка. Свердловск, 1967; Жанры несказочной прозы горнозаводского фольклора Урала. Свердловск, 1974; Предания и легенды Урала. Свердловск, 1991.

## Награды
- Медаль Н. К. Чупина за заслуги в деле изучения Урала (1982)
- Медаль «За доблестный труд. В ознаменование 100-летия со дня рождения В. И. Ленина» (1970)
- Почётные грамоты Минвуза РСФСР.